# Fagerdalsparken
Fagerdalsparken är en park i Sundsvall som utgör ett grönområde mellan stadsdelarna Fagerdal och Sallyhill. Genom parken rinner Sidsjöbäcken.

## Historia
Parken var ursprungligen en av stadens vretar. Denna förvärvades 1861 av grosshandlaren  på Mons sågverk, Nils Wikström, som några år senare byggde en sommarvilla på tomten som han gav namnet Fagerdal..
På 1870-talet dämdes Sidsjön för att användas som vattentäkt till stadens nytillkomna vattenledningsnät vilket dämpade vattenflödena  i Sidsjöbäcken så att vattenfallet i området försvann. Först på 1950-talet fick staden ett nytt vattenverk som tog sitt vatten från Grönsta vattentäkt i Ljungan. I samband med detta fick parken tillbaka sitt 3 meter höga vattenfall.
Sundsvalls stad övertåg marken i början av 1900-talet och gav den namnet Fagerdalsparken. 1959 anlades utomhusbadet Fagerdalsbadet som fick sitt vatten från Sidsjöbäcken.. 1963 revs sommarvillan Fagerdal.
Parken rustades samtidigt upp med nya gångvägar och broar. Utomhusbadet lades ned och revs 2002.